# 雪割草 (1939年の映画)
『雪割草』（ゆきわりそう、ゆきわりぐさ）は、1939年公開の日本映画である。製作会社は宝塚映画製作所（2013年まで存在していた宝塚映像）、配給は東宝。監督は松井稔。モノクロ、スタンダード・サイズ、上映時間は73分。製作期間は1939年（昭和14年）9月18日～同年9月下旬。

## 概要
阪急阪神東宝グループの創始者である小林一三は戦前から映画を兵庫県宝塚市に本拠地を構える宝塚少女歌劇団（現・宝塚歌劇団）に使用することを計画しており、1933年（昭和8年）以来から宝塚新温泉外苑の一角にダークステージを建設して三浦時子、橘薫、草笛美子らの歌唱によるトーキー映画を試作したことや、当時、大江美智子、霧立のぼる、轟夕起子や水尾みさをなどの宝塚少女歌劇団の生徒達が映画会社に女優として引き抜かれるという件が発生しており、自前で映画製作所を建造して生徒たちの流出を防ぐ必要があったこと、また、1938年（昭和13年）5月に宝塚大劇場月組公演において、「キノ・ドラマ」と称する、トーキー映画とレヴューを組み合わせた連鎖劇の演目「軍國女學生」を発表したほかに、同年7月にも藤沢桓夫原作のキノ・オペレッタ「花ある氷河」を上演したことから、同年8月12日に、宝塚大運動場西北隅の宝塚球場跡地において200坪に亘る第一撮影所（2013年まで存在していた宝塚映像）を新設して映画製作を開始した。この作品は第一撮影所第2回製作作品として、「山と少女」に続いて製作された映画作品である。

## 物語
紅い葉をつけた梢の下に森川模範女學院の堂々とした校門が存在しています。今は朝の授業開始前で大勢の女学生が大勢登校してくる最中です。女学生らしい楽しい歌声も聞こえてきます。この森川模範女學院では遠方から入学した生徒向けに「梅花寮」という寄宿舎を設けてあり、その頃、寄宿生達の間に次から次へ1つの話題が広まっていました。新入生徒についての事です。話題の主は西田ゆり子（東雲千鶴子）といって、この物語の主人公です。

## 配役
- 女生徒・西田ゆり子：東雲千鶴子
- 女生徒・麗子：櫻町公子
- 女生徒・早苗：松島喜美子
- 戸畑清子：初音麗子
- 寮の女中・うめ：春すみれ
- 湯淺夫人・湯淺英子：園井恵子
- 女學生・廣子：紀川瑠璃子
- 湯淺英子の姪・小夜子：二條宮子
- 湯淺英子の姪・みのる：雲井千草
- 湯淺英子の姪・まり子：谷間小百合
- 森川千歳：都賀豊子
- 女中頭・お玉：八重春代
- パン屋の内儀：梅香ふみ子
- 夕刊賣の娘・お秋：小鈴冴子
- 秋月の姉：佐保美代子
- 麗子の母：貫玉代
- 麗子の姉：春日野八千代
- 受持の先生：水乃也清美
- 音樂の先生：久美京子
- 體操の先生：千村克子

## スタッフ
- 監督：松井稔
- 原作：白井鐵造
- 脚本：京都伸夫
- 撮影：北義雄
- 美術：渡辺正男
- 音楽：河崎一朗、山内匡二
- 照明：坂口菊太郎
- 録音：川西弌

## 音楽
- 主題歌：二條宮子「雪割草」（作詞:白井鐵造、作曲・編曲:河崎一朗、日本ビクター蓄音器）
- 挿入歌：星影美砂子、花村由利子、南朝緒「三匹猿」（作詞・作曲・編曲すべて同上、日本ビクター蓄音器）

## 作品データ
- 製作 : 宝塚映画撮影所
- フォーマット : モノクロ　スタンダードサイズ（1.37:1）　モノラル